# Monmouths oprør
Monmouths oprør i 1685 var et forsøg på at vælte Jakob 2. af England, som var blevet konge af England, Skotland og Irland ved sin ældre broder Karl 2.s død den 6. februar 1685. Jakob 2. var katolik og nogle af hans protestantiske undersåtter var modstandere af, at han var blevet konge. James Scott, 1. hertug af Monmouth, en illegitim søn af Karl 2. hævdede at være den retmæssige arving til tronen og forsøgte at afsætte Jakob 2.
Opstanden endte med, at Monmouths styrker led nederlag i slaget ved Sedgemoor den 6. juli 1685. Monmouth blev henrettet for højforræderi den 15. juli og mange af hans støtter blev henrettet eller sendt til kolonierne som straf af domstolen kaldet "Bloody Assizes" under dommer George Jeffreys.

## Hertugen af Monmouth
Monmouth var illegitim søn af Karl 2.
Der var rygter om, at Karl havde giftet sig med Monmouths mor, Lucy Walter, men der var ingen beviser, og Karl sagde altid, at han kun havde en kone, Katarina af Braganza. Der var ingen overlevende børn fra dette ægteskab.
Monmouth var protestant. Han blev udnævnt til øverstkommanderende for den engelske hær af sin far i 1672 og til generalkaptajn i 1678. Han havde haft succes i Holland under den 3. engelsk-hollandske krig.
I 1681 var der forsøg på at få vedtaget Eksklusionsloven i Parlamentet. Det var en lov, som skulle udelukke Jakob 2. af England – Karl 2.s bror – fra tronfølgen og indsætte Monmouth i stedet, men Karl udmanøvrerede sine modstandere og opløste Parlamentet for sidste gang. Efter Rye House komplottet, som var et forsøg på at myrde både Karl og Jakob gik Monmouth i eksil i Holland og samlede støtter i Haag.
Så længe Karl 2. sad på tronen, var Monmouth tilfreds med at leve komfortabelt i Holland, mens han håbede på at overtage tronen på fredelig vis. Jokob 2.s tronbestigelse slukkede disse håb. Vilhelm af Oranien, som var protestant, var traktatmæssigt bundet og kunne ikke støtte en rival til tronen.

## Fra Lyme Regis til Sedgemoor
I maj 1685 sejlede Monmouth til South West England, et stærkt protestantisk område, med tre små skibe, fire små feltkanoner og 1.500 musketter. Han gik i land med 82 støtter, heriblandt Lord Grey of Warke, og samlede omkring 300 mand i Lyme Regis i Dorset den 11. juni. Kong Jakob blev hurtigt advaret om Monmouths ankomst. To toldofficerer red så hurtigt som muligt de 320 km fra Lyme til London den 13. juni.
Andre vigtige medlemmer af oprøret var:
- Robert Ferguson. En fanatisk skotsk presbyteriansk præst var kendt som "kupmageren". Det var Ferguson, som skrev Monmouths proklamation, og det var ham som mest ønskede at Monmouth blev kronet til konge.
- Thomas Hayward Dare. Dare var guldsmed i Taunton og Whig politiker. Han havde betydelig formue og indflydelse. Han havde været fængslet under en politisk kampagne for valg af et nyt parlament. Han fik en enorm bøde på £5,000 for 'oprørsk' tale. Efter løsladelsen flygtede han til Holland og blev oprørets kassemester.
- Hertugen af Argyll. Archibald Campbell, 9. jarl af Argyll skulle lede oprøret i Skotland og havde været med i et mislykket forsøg: Rye House komplottet i 1683.
Monmouth marcherede nordpå mod Somerset, og den 14. juni stødte han sammen med militsen fra Dorset ved Bridport. Mange af militsfolkene deserterede og sluttede sig til Monmouths styrke, inden han udkæmpede en ny træfning den 15. ved Axminster. Rekrutterne sluttede sig til hans uorganiserede styrke, som nu var på omkring 6.000 mand, fortrinsvis non-conformister – (dvs. ikke medlemmer af den anglikanske kirke) foruden håndværkere og landarbejdere bevæbnet med landbrugsredskaber som høtyve. En berømt deltager var den unge Daniel Defoe.
Monmouth udråbte sig til konge og blev kronet i Chard og igen i Taunton den 20. juni 1685, hvor Taunton Corporation bevidnede begivenheden truet af sværd uden for White Hart Inn. Det skete for at opmuntre landadelen til at støtte. Han fortsatte herefter mod nord via Shepton Mallet (23. juni). I mellemtiden havde Royal Navy erobret Monmouths skibe og fjernet ethvert håb om flugt, hvis han skulle blive besejret.
Den 24. juni slog Monmouths hær lejr ved Pensford og næste dag ankom den til Keynsham, hvorfra det var meningen at den skulle angribe Bristol (dengang den næststørste og næstvigtigste by i England efter London). Han opdagede, at byen var blevet besat af Henry Somerset, 1. hertug af Beaufort og mændene var Gloucester militsen. Der var uafgjorte træfninger med en styrke fra den engelske livgarde under Louis de Duras, 2. jarl af Feversham (en ældre nevø af Turenne, som havde tilbragt nogen tid i engelsk tjeneste og senere blev Knight of the Garter). Monmouth rykkede herefter mod Bath, som også var blevet besat af kongens soldater. Han slog lejr i Philips Norton (nu Norton St Philip), hvor hans styrker blev angrebet den 27. juni af Feversham. Monmouth marcherede i løbet af natten til Frome ved Warminster.
Monmouth regnede med et oprør i Skotland, anført af Archibald Campbell – jarlen af Argyll, som kunne svække hæren og støtten til kongen. Argyll gik i land ved Campbeltown den 20. maj og brugte nogle dage på at samle en lille hær af støtter, men kunne ikke holde sammen på dem, mens de marcherede gennem lavlandet mod Glasgow. Argyll og hans få støtter blev taget til fange ved Inchinnan den 19. juni og ført til Edinburgh, hvor han blev henrettet den 30. juni. Oprør i Cheshire og East Anglia blev heller ikke til noget.
Moralen blandt Monmouths styrker begyndte at bryde sammen, da nyhederne om tilbageslaget i Skoland nåede dem den 28. juni, mens hovedparten af hæren lå i lejr ved Frome.
Oprørerne nåede så langt som til Trowbridge, men kongelige styrker afskar vejen, og Monmouth vendte tilbage til Somerset gennem Shepton Mallet og ankom til Wells den 1. juli. Soldaterne beskadigede Wells Cathedral, da de rev bly af taget mod vest for at lave kugler. De ødelagde vinduerne, orgelet og inventaret og opstaldede de deres heste i kirkeskibet.
Til sidst blev Monmouth trængt tilbage til Somerset Levels, hvor Alfred den Store havde fundet ly mod vikingerne. Da han blev afskåret ved Bridgwater den 3. juli beordrede han tropperne til at befæste byen.

## Slaget ved Sedgemoor
Monmouth blev til sidst besejret af Feversham (med Lord Churchill, den senere hertug af Marlborough som næstkommanderende) den 6. Juli i slaget ved Sedgemoor. Monmouth risikerede et natligt angreb, men overraskelsesmomentet gik tabt, da en musket gik af. Hans uerfarne støtter blev hurtigt besejret af de professionelle, og hundreder blev mejet ned af kanon- og musketild.

## Efter Sedgemoor
Monmouth flygtede fra slagmarken, men blev taget til fange i en grøft den 8. juli (enten ved Ringwood i New Forest, eller ved Horton i Dorset). Parlamentet vedtog, at han skulle henrettes. Selv om han tryglede om nåde og hævdede at være konverteret til katolicisme, blev han henrettet af Jack Ketch den 15. juli 1685 på Tower Hill. Det siges, at det krævede flere øksehug at skille hans hoved fra kroppen. (Selv om nogle beretninger siger 8, anfører den officielle webside for Tower of London at det krævede 5 hug, mens Charles Spencer, I sin bog Blenheim, hævder at det var syv.) Hans hertugdømmer Monmouth og Buccleuch blev inddraget, men de øvrige titler for hertugen af Monmouth blev givet tilbage til hertugen af Buccleuch.
Retssagen kaldt “Bloody Assizes” blev gennemført under forsæde af George Jeffreys. Den omfattede en række retssager mod Monmouths støtter. 320 blev dømt til døden og omkring 800 blev sent til kolonierne i Vestindien.
Jakob 2. drog fordel af nedkæmpelsen af opstanden til at konsolidere sin position. Han bad parlamentet om at afskaffe Test Act og Habeas corpus loven, brugte sine muligheder for dispensation til at udpege romersk-katolske embedsmænd på højtstående poster og udvidede den stående hær. Parlamentet var imod mange af disse skridt, og den 20. november 1685 opløste Jacob det. Da Jakob fik en søn i 1688 James Francis Edward Stuart, og der var udsigt til katolsk tronfølge, blev Jakob 2. afsat ved et statskup af Vilhelm af Oranien i Den glorværdige Revolution efter opfordring fra den utilfredse protestantiske samfundselite.

## Yderligere læsning
- Dunning, Robert (november 1984). Monmouth Rebellion: Guide to the Rebellion and Bloody Assize. Dovecote Press. ISBN 978-0-946159-23-9.

- Clarke, Nigel J. Monmouth's West Country Rebellion of 1685. C.J.Creed,Printer. ISBN 0-907683-17-7.

## Eksterne kilder
- HTV serie som følger nogle børn der havner midt i opstanden (1972)
- Open Door: James II and the Monmouth Rebellion (1685) Arkiveret 14. maj 2011 hos  Wayback Machine

51°06′58″N 2°55′34″V / 51.116°N 2.926°V